# 松山シーサイドカントリークラブ
松山シーサイドカントリークラブ（まつやまシーサイドカントリークラブ）は、愛媛県今治市菊間町にあるゴルフ場である。
運営会社の西武観光株式会社（せいぶかんこう）は、西武鉄道グループおよび旧セゾングループとは一切関係ない、大阪府豊中市に本社を置く企業である。運営会社についても本項で記述する。

## 概要
1977年に開業した。西武観光は当初、27ホール分の土地を取得し整備を計画したものの、一部で調整がつかず、18ホールで営業している。
ゴルフコースは、日本プロゴルフ協会の指定ゴルフコースで、瀬戸内海に面した丘陵に位置するシーサイドコースとなっている。1996年度中四国オープン競技・2004年度日本ミッドアマチュアゴルフ選手権などの開催実績がある。

### 場内での農作物栽培
冬場の閑散期にゴルフ場内の遊休スペースを活用して、原木シイタケ栽培を行っており、コースを少し離れた池の周りなど、場内3か所、あわせて2,000平方メートルでシイタケを栽培している。2020年11月には栽培担当の新会社として株式会社グリーンボックスを設立し、生シイタケのほか佃煮など加工食品も販売してブランド化を目指すとした。さらに2022年にはレモンの苗木150本を新たに植樹している。

## コース情報
- 開場日 - 1977年8月28日
- 設計 - 竹中土木
- 面積 - 110万平方メートル（33万坪）
- コースタイプ - シーサイド
- コース - 18ホールズ、パー72
- グリーン - 1グリーン、ベント（ペンクロス）
- 練習場 - 15打席、260ヤード

## アクセス
- 西瀬戸自動車道今治インターチェンジより車で約30分。
- 今治小松自動車道今治湯ノ浦インターチェンジより車で約50分。
- JR菊間駅よりタクシーで約15分。